# 德怀特·菲利普斯
德怀特·菲利普斯（英語：Dwight Phillips，1977年10月1日—），生于佐治亚州迪凯特，美国男子田径运动员，主攻跳远项目。他是2004年雅典奥运男子跳远金牌得主。除此之外，他还曾多次获得世锦赛冠军。

## 外部連結
- 德怀特·菲利普斯在的頁面